# Nándor Dáni
Nándor János Dáni (Budapest, 2 luglio 1871 – Budapest, 30 dicembre 1948) è stato un mezzofondista ungherese, specializzato negli 800 metri piani.

## Biografia
Partecipò alle gare di atletica leggera delle prime Olimpiadi moderne che si svolsero ad Atene, negli 800 metri, vincendo la medaglia d'argento, dopo aver corso in 2'11"8 in finale.

## Palmarès
| Anno | Manifestazione  | Sede  | Evento    | Risultato | Prestazione | Note |
| ---- | --------------- | ----- | --------- | --------- | ----------- | ---- |
| 1896 | Giochi olimpici | Atene | 800 metri | Argento   | 2'11"8      |      |